# Обход города Иркутска
Обхо́д го́рода Ирку́тска (в разговорной речи и СМИ — Объездна́я доро́га «Ирку́тск—Ше́лехов») — автомобильная дорога, соединяющая федеральные автомагистрали Р255 «Сибирь» (М53) и Р258 «Байкал» (М55) за пределами городов Иркутска и Шелехова. Длина автодороги — 24,3 километра. Строилась с 2007 по 2010 год в рамках федеральной программы «Модернизация транспортной системы России». Стоимость проекта составила около 2,5 млрд рублей. На данный момент (22.06.24) идёт перестройка схемы движения транспорта на стороне трассы P258.

## Расположение
Объездная дорога проходит по территории двух муниципальных районов: Иркутского (14 км) и Шелеховского (10 км).
«Обход Иркутска» начинается ответвлением от автомагистрали Р255 «Сибирь» между Иркутском и Мегетом, в 1 км к востоку от деревни Малая Еланка. Далее дорога движется в юго-западном направлении через поля и леса, проходит по восточному краю посёлка Пионерск, пересекает реку Иркут, далее идёт по западной окраине села Баклаши, от которого в 3,5 км к югу магистраль сливается с Култукским трактом (исторический участок Иркутск — Култук автомагистрали Р258 «Байкал»), в 5 км к западу от города Шелехова и в 2 км к востоку от посёлка Чистые Ключи.

## История
Первый план «Обхода Иркутска» был утверждён ещё в 1991 году. В 1997 году были проложены первые пять километров дорожного полотна. Но практически сразу проект был заморожен, так как финансирование работ остановилось. К возведению объездной дороги вернулись спустя десять лет — в 2007 году Президент РФ Владимир Путин подписал «Указ о мерах по социально-экономическому развитию Иркутской области и Усть-Ордынского Бурятского округа». В нём объездная дорога была в числе приоритетных. «ИркутскГипродорНИИ» составил новый план трассы, так как первый уже устарел.
Сообщение о скором начале строительства «Обхода Иркутска» вызвало негативную реакцию у защитников «Птичьей гавани», так как они предполагали, что трасса пройдет по территории природного парка, однако дорога легла в 15 км от заповедной зоны.
В ноябре 2007 года началось строительство объездной дороги Иркутска.
Рельеф местности, на котором расположена дорога, включал впадины, холмы, болотистые места, скальные породы. Перепады уровней составляли до 20 метров, поэтому при строительстве понадобилось освоить огромное количество грунта и применить специально разработанную дренажную систему.
Рабочие трудились в две смены с четырёх часов утра до десяти вечера.
В мае 2009 года было объявлено о конечном сроке сдачи в эксплуатацию — 25 октября 2010 года.
20 октября 2010 года был проверен на прочность самый сложный инженерный объект трассы — мост через Иркут. 13 ноября 2010 года состоялось торжественное открытие «Обхода».

## Характеристики
- Общая длина автомагистрали — 24,3 км[8].
- Проезжая часть — 2 полосы[9].
- Ширина насыпи земельного полотна — 15 м, проезжей части — 7,5 м[8].
- Расчётная скорость движения транспорта — 120 км/час[8].
- Пропускная способность — 30 тыс. единиц транспорта в сутки[8].
- Толщина дорожного покрытия — 23 см[6].

## Инженерные объекты

### «Иркутская развязка»
Двухуровневая транспортная развязка с разделительной полосой в форме клеверного листа у трассы Р255.

### Вересовский мост
Железобетонный мост через реку Вересовку.

### Иркутный мост
Металлический мост через реку Иркут — самый большой и сложный инженерный объект на дороге. Его длина составляет чуть более 282 метров.

### «Шелеховская развязка»
Двухуровневая транспортная развязка у трассы Р258.

## Инфраструктура
При прокладке дороги строителями были организованы места под инфраструктуру. В первую очередь ожидается строительство автозаправочных станций и придорожных кафе.

## Значение
«Обход Иркутска» имеет огромное значение для Иркутска и Шелехова, так как именно через эти два города проходят федеральные трассы Р255 и Р258. Причём соединяются они в Свердловском округе Иркутска, где идёт разветвление на улицы и проезды практически всего города. Также от Иркутска в сторону Слюдянки автомагистраль «Байкал» представлена в районе Смоленщины и Шелехова Култукским трактом, который имеет всего две полосы движения. Большегрузный транзитный транспорт, поток которого оценивается[кем?] 8000 единиц в сутки, становился главной причиной пробок и затруднённого движения на всех этих участках.
Также дорога значительно сокращает время в пути для маятниковой миграции из Шелехова в Ангарск, Мегет и иркутский микрорайон Новоленино, минуя центр Иркутска.